# Gương mặt thân quen (mùa 4)
Mùa thứ tư của chương trình Gương mặt thân quen được phát sóng trên kênh VTV3 từ ngày 23 tháng 4 đến ngày 16 tháng 7 năm 2016. Mùa này có sự tham gia của các thí sinh Hòa Minzy, Võ Hạ Trâm, Hà Thúy Anh, Bạch Công Khanh, Phan Ngọc Luân và Đỗ Duy Nam, cùng bộ ba giám khảo chính là nhạc sĩ Đức Huy, ca sĩ Mỹ Linh và NSƯT Hoài Linh. Đại Nghĩa tiếp tục là người dẫn chương trình của mùa này.
Người chiến thắng chung cuộc sau 13 tuần thi là Bạch Công Khanh, hạng nhì là Võ Hạ Trâm, hạng ba là Hà Thúy Anh và hạng tư là Phan Ngọc Luân.

## Thí sinh
| Thí sinh        | Năm sinh | Nghề nghiệp     | Kết quả   |
| --------------- | -------- | --------------- | --------- |
| Bạch Công Khanh | 1990     | Ca sĩ/Diễn viên | Quán quân |
| Võ Hạ Trâm      | 1990     | Ca sĩ           | Á quân    |
| Hà Thúy Anh     | 1988     | Ca sĩ           | Hạng 3    |
| Phan Ngọc Luân  | 1988     | Ca sĩ           | Hạng 4    |
| Hòa Minzy       | 1995     | Ca sĩ           | Hạng 5    |
| Đỗ Duy Nam      | 1990     | Diễn viên       | Hạng 6    |

## Bảng điểm các tuần
| Thí sinh        | Tuần 1         | Tuần 2         | Tuần 3         | Tuần 4         | Tuần 5         | Tuần 6         | Tuần 7         | Tuần 8         | Tuần 9         | Tuần 10        | Tuần 11        | Tuần 12        | Tuần 13 | Tổng |
| --------------- | -------------- | -------------- | -------------- | -------------- | -------------- | -------------- | -------------- | -------------- | -------------- | -------------- | -------------- | -------------- | ------- | ---- |
| Bạch Công Khanh | Hạng 2 33 điểm | Hạng 5 25 điểm | Hạng 6 21 điểm | Hạng 1 35 điểm | Hạng 1 36 điểm | Hạng 6 23 điểm | Hạng 5 24 điểm | Hạng 2 33 điểm | Hạng 3 30 điểm | Hạng 5 27 điểm | Hạng 4 27 điểm | Hạng 3 28 điểm | Hạng 1  | 342  |
| Võ Hạ Trâm      | Hạng 1 35 điểm | Hạng 2 33 điểm | Hạng 4 27 điểm | Hạng 4 27 điểm | Hạng 6 21 điểm | Hạng 5 24 điểm | Hạng 3 31 điểm | Hạng 6 23 điểm | Hạng 2 34 điểm | Hạng 2 31 điểm | Hạng 2 34 điểm | Hạng 1 35 điểm | Hạng 2  | 355  |
| Hà Thúy Anh     | Hạng 5 25 điểm | Hạng 4 26 điểm | Hạng 2 34 điểm | Hạng 3 31 điểm | Hạng 3 29 điểm | Hạng 4 25 điểm | Hạng 1 36 điểm | Hạng 4 25 điểm | Hạng 1 35 điểm | Hạng 6 21 điểm | Hạng 5 25 điểm | Hạng 2 34 điểm | Hạng 3  | 346  |
| Phan Ngọc Luân  | Hạng 6 21 điểm | Hạng 3 31 điểm | Hạng 3 30 điểm | Hạng 2 33 điểm | Hạng 4 28 điểm | Hạng 2 32 điểm | Hạng 2 32 điểm | Hạng 1 36 điểm | Hạng 5 24 điểm | Hạng 4 28 điểm | Hạng 1 35 điểm | Hạng 6 23 điểm | Hạng 4  | 353  |
| Hòa Minzy       | Hạng 3 31 điểm | Hạng 6 21 điểm | Hạng 1 35 điểm | Hạng 5 24 điểm | Hạng 2 31 điểm | Hạng 1 36 điểm | Hạng 4 27 điểm | Hạng 3 30 điểm | Hạng 6 23 điểm | Hạng 3 29 điểm | Hạng 3 29 điểm | Hạng 5 24 điểm | Hạng 5  | 340  |
| Đỗ Duy Nam      | Hạng 4 26 điểm | Hạng 1 35 điểm | Hạng 5 24 điểm | Hạng 6 21 điểm | Hạng 5 26 điểm | Hạng 3 31 điểm | Hạng 6 21 điểm | Hạng 5 24 điểm | Hạng 4 25 điểm | Hạng 1 35 điểm | Hạng 6 21 điểm | Hạng 4 27 điểm | Hạng 6  | 316  |

     Thí sinh thắng trong tuần.
     Thí sinh xếp cuối trong tuần.
     Thí sinh thắng trong mùa giải.

## Nhân vật hóa thân
| Tuần    | Bạch Công Khanh   | Võ Hạ Trâm         | Hà Thúy Anh     | Phan Ngọc Luân   | Hòa Minzy        | Đỗ Duy Nam       |
| ------- | ----------------- | ------------------ | --------------- | ---------------- | ---------------- | ---------------- |
| 1       | Ayumi Hamasaki    | Whitney Houston    | Hồ Ngọc Hà      | Duy Mạnh         | Mỹ Linh          | Trường Giang     |
| 2       | Lý Khắc Cần       | Minh Tuyết         | Seal            | Shirley Bassey   | Lam Trường       | NSƯT Quang Hưng  |
| 3       | NSND Lệ Thủy      | Marc Anthony       | Phương Thanh    | Bằng Kiều        | NSND Thanh Hoa   | G-Dragon         |
| 4       | NSƯT Hoài Linh    | RIN'               | Ailee           | Ý Lan            | The Cranberries  | Bé Xuân Mai      |
| 5       | Isaac             | Quang Lê           | NSND Thu Hiền   | Scorpions        | NSND Hồng Vân    | Hari Won         |
| 6       | Rihanna           | Lee Hyori          | Don Nguyễn      | Quách Phú Thành  | Xuân Lan         | NSƯT Quang Thắng |
| 7       | Quốc Đại          | Shakira            | Beyoncé         | Nicki Minaj      | Sơn Tùng M-TP    | Khánh Ly         |
| 8 (*)   | Anh Thơ           | Anh Thơ            | Đông Nhi        | Lý Ngọc Cương    | Lý Ngọc Cương    | Đông Nhi         |
| 9       | Bi Rain           | NSND Thanh Ngân    | NSƯT Thanh Lam  | Giao Linh        | PSY              | Phan Mạnh Quỳnh  |
| 10      | Garou             | Jessie J           | Mỹ Tâm          | NSND Tạ Minh Tâm | NSƯT Minh Phương | Trần Lập         |
| 11      | NSND Quách Thị Hồ | Katrina Kaif       | Noo Phước Thịnh | NSƯT Tú Sương    | Sơn Tuyền        | Minh Nhí         |
| 12      | Elvis Phương      | Sierra Boggess     | Ánh Tuyết       | Hương Tràm       | Phương Mỹ Chi    | NSƯT Xuân Hinh   |
| 13 (**) | NSND Bạch Tuyết   | Christina Aguilera | Lệ Quyên        | Tùng Dương       | NSND Minh Gái    | Tuấn Hưng        |

     Thí sinh thắng trong tuần.
     Thí sinh thắng trong mùa giải.
(*) Ở tuần 8, chỉ có 3 nhân vật được lựa chọn, bắt buộc sẽ có 2 thí sinh chọn cùng 1 nhân vật để thi đấu so tài hóa thân với nhau. 

(**) Tuần 13 - Chung kết, chỉ có 4 thí sinh gồm Bạch Công Khanh, Võ Hạ Trâm, Hà Thúy Anh và Phan Ngọc Luân tiếp tục dự thi tranh ngôi vị quán quân. 2 thí sinh còn lại là Hòa Minzy và Đỗ Duy Nam tham gia đêm chung kết với tư cách khách mời để giành cơ hội đoạt giải thí sinh được khán giả yêu thích nhất.

## Kết quả biểu diễn
Tuần 1
| 1         | Hà Thúy Anh     | "Destiny" Sáng tác: Đỗ Hiếu                        | Hồ Ngọc Hà      | 9  | 8  | 8  | 25 | 5 |  |  |  |  |  |  |
| 2         | Phan Ngọc Luân  | "Nỗi lòng Người Tha Hương" Sáng tác: Duy Mạnh      | Duy Mạnh        | 7  | 7  | 7  | 21 | 6 |  |  |  |  |  |  |
| 3         | Võ Hạ Trâm      | "I Will Always Love You" Sáng tác: Dolly Parton    | Whitney Houston | 12 | 12 | 11 | 35 | 1 |  |  |  |  |  |  |
| 4         | Đỗ Duy Nam      | "Người Yêu Cô Đơn" Sáng tác: Đài Phương Trang      | Trường Giang    | 8  | 9  | 9  | 26 | 4 |  |  |  |  |  |  |
| 5         | Hòa Minzy       | "Em Mơ Về Anh" Sáng tác: Huy Tuấn - Lời: Dương Thụ | Mỹ Linh         | 11 | 10 | 10 | 31 | 3 |  |  |  |  |  |  |
| 6         | Bạch Công Khanh | "Depend on You" Sáng tác: Kazuhito Kikuchi         | Ayumi Hamasaki  | 10 | 11 | 12 | 33 | 2 |  |  |  |  |  |  |
|           |                 |                                                    |                 |    |    |    |    |   |  |  |  |  |  |  |
| Khách mời | Đức Huy         | "Chuyện Ba Người" Sáng tác: Quốc Dũng              |                 |    |    |    |    |   |  |  |  |  |  |  |
| Khách mời | Mỹ Linh         | "Chuyện Ba Người" Sáng tác: Quốc Dũng              |                 |    |    |    |    |   |  |  |  |  |  |  |
| Khách mời | NSƯT Hoài Linh  | "Chuyện Ba Người" Sáng tác: Quốc Dũng              |                 |    |    |    |    |   |  |  |  |  |  |  |

Tuần 2 
| 1         | Bạch Công Khanh | "Mộng Đẹp Ngày Xưa" Nhạc cổ khúc nước ngoài - Lời: Sủng Thu Hoa      | Lý Khắc Cần     | 8  | 8  | 9  | 25 | 5 |  |  |  |  |  |  |
| 2         | Hòa Minzy       | "Tình Phai" Sáng tác: Nguyễn Ngọc Tài - Thơ: Phan Thị Nguyệt Hồng    | Lam Trường      | 7  | 7  | 7  | 21 | 6 |  |  |  |  |  |  |
| 3         | Phan Ngọc Luân  | "Kiss Me, Honey Honey, Kiss Me" Sáng tác: Michael Julien, Al Timothy | Shirley Bassey  | 11 | 10 | 10 | 31 | 3 |  |  |  |  |  |  |
| 4         | Đỗ Duy Nam      | "Anh Quân Bưu Vui Tính" Sáng tác: Đàm Thanh                          | NSƯT Quang Hưng | 12 | 12 | 11 | 35 | 1 |  |  |  |  |  |  |
| 5         | Hà Thúy Anh     | "Stand by Me" Sáng tác: Ben E. King, Jerry Leiber, Mike Stoller      | Seal            | 9  | 9  | 8  | 26 | 4 |  |  |  |  |  |  |
| 6         | Võ Hạ Trâm      | "Chờ Một Tiếng Yêu" Lời Việt: Lê Hựu Hà                              | Minh Tuyết      | 10 | 11 | 12 | 33 | 2 |  |  |  |  |  |  |
|           |                 |                                                                      |                 |    |    |    |    |   |  |  |  |  |  |  |
| Khách mời | Ái Phương       | "Tôi thấy hoa vàng trên cỏ xanh" Sáng tác: Châu Đăng Khoa            |                 |    |    |    |    |   |  |  |  |  |  |  |

Tuần 3 
| 1         | Võ Hạ Trâm      | "I Need to Know" Sáng tác: Marc Anthony, Cory Rooney             | Marc Anthony   | 9  | 9  | 9  | 27 | 4 |  |  |  |  |  |  |
| 2         | Phan Ngọc Luân  | "Phút Cuối" Sáng tác: Lam Phương                                 | Bằng Kiều      | 10 | 10 | 10 | 30 | 3 |  |  |  |  |  |  |
| 3         | Hòa Minzy       | "Tàu Anh Qua Núi" Sáng tác: Phan Lạc Hoa                         | NSND Thanh Hoa | 12 | 12 | 11 | 35 | 1 |  |  |  |  |  |  |
| 4         | Hà Thúy Anh     | "Khi Giấc Mơ Về" Sáng tác: Đức Trí                               | Phương Thanh   | 11 | 11 | 12 | 34 | 2 |  |  |  |  |  |  |
| 5         | Bạch Công Khanh | "Cô Gái Bán Sầu Riêng" Sáng tác: NSND Viễn Châu                  | NSND Lệ Thủy   | 7  | 7  | 7  | 21 | 6 |  |  |  |  |  |  |
| 6         | Đỗ Duy Nam      | Liên khúc: "Black" "Who You" "Crooked" Sáng tác: G-Dragon, Teddy | G-Dragon       | 8  | 8  | 8  | 24 | 5 |  |  |  |  |  |  |
|           |                 |                                                                  |                |    |    |    |    |   |  |  |  |  |  |  |
| Khách mời | Mai Quốc Việt   | "Hãy Đi Với Anh" Sáng tác: Bảo Dũng                              |                |    |    |    |    |   |  |  |  |  |  |  |

Tuần 4 
| 1         | Đỗ Duy Nam      | Liên khúc: "Con Chim Non" Sáng tác: Trương Xuân Mẫn "Những Khúc Nhạc Hồng" Sáng tác: Lý Trọng "Mẹ Yêu Không Nào" Sáng tác: Lê Xuân Thọ | Bé Xuân Mai               | 7  | 7  | 7  | 21 | 6 |  |  |  |  |  |  |
| 2         | Hòa Minzy       | "Zombie" Sáng tác: Dolores O'Riordan                                                                                                   | The Cranberries           | 8  | 8  | 8  | 24 | 5 |  |  |  |  |  |  |
| 3         | Võ Hạ Trâm      | "Sakura Sakura" Nhạc dân ca Nhật Bản                                                                                                   | RIN'                      | 9  | 9  | 9  | 27 | 4 |  |  |  |  |  |  |
| 4         | Phan Ngọc Luân  | "Đường Xa Ướt Mưa" Sáng tác: Đức Huy                                                                                                   | Ý Lan                     | 10 | 11 | 12 | 33 | 2 |  |  |  |  |  |  |
| 5         | Bạch Công Khanh | Trích đoạn: "Trâm Hoa Mai" (*) Soạn giả: Thạch Tuyền                                                                                   | NSƯT Hoài Linh (vai Mama) | 12 | 12 | 11 | 35 | 1 |  |  |  |  |  |  |
| 6         | Hà Thúy Anh     | "Don't Touch Me" Sáng tác: Kim Do Hoon, Seo Jae-woo - Lời: Min Yun-jae, Jakops, Ailee                                                  | Ailee                     | 11 | 10 | 10 | 31 | 3 |  |  |  |  |  |  |
|           |                 | |                           |    |    |    |    |   |  |  |  |  |  |  |
| Khách mời | NSƯT Thoại Mỹ   | (*) Phụ diễn cùng Bạch Công Khanh | (vai Công chúa)           |    |    |    |    |   |  |  |  |  |  |  |
| Khách mời | Phương Thanh    | "Xin Thời Gian Qua Mau" Sáng tác: Lam Phương                                                                                           |                           |    |    |    |    |   |  |  |  |  |  |  |

Tuần 5 
| 1         | Bạch Công Khanh                | "Mr. Right" Sáng tác: Only C, Mr. Doji                                          | Isaac         | 12 | 12 | 12 | 36 | 1 |  |  |  |  |  |  |
| 2         | Hà Thúy Anh                    | "Giữa Mạc Tư Khoa Nghe Câu Hò Nghệ Tĩnh" Sáng tác: Trần Hoàn - Thơ: Đỗ Quý Doãn | NSND Thu Hiền | 10 | 8  | 11 | 29 | 3 |  |  |  |  |  |  |
| 3         | Phan Ngọc Luân                 | "Still Loving You" Sáng tác: Klaus Meine, Rudolf Schenker                       | Scorpions     | 8  | 10 | 10 | 28 | 4 |  |  |  |  |  |  |
| 4         | Hòa Minzy Tuấn Dũng Thành Nhân | Liên khúc: "Bà Rằng Bà Rí" "Lạy Anh Em Đi Lấy Chồng" Dân Ca                     | NSND Hồng Vân | 11 | 11 | 9  | 31 | 2 |  |  |  |  |  |  |
| 5         | Võ Hạ Trâm                     | "Nhớ Nhau Hoài" Sáng tác: Anh Việt Thu - Thơ: Thiên Hà                          | Quang Lê      | 7  | 7  | 7  | 21 | 6 |  |  |  |  |  |  |
| 6         | Đỗ Duy Nam                     | "Hương Đêm Bay Xa" (*) Sáng tác: Châu Đăng Khoa                                 | Hari Won      | 9  | 9  | 8  | 26 | 5 |  |  |  |  |  |  |
|           |                                |                                                                                 |               |    |    |    |    |   |  |  |  |  |  |  |
| Khách mời | Hari Won                       | (*) Phụ diễn cùng Đỗ Duy Nam                                                    |               |    |    |    |    |   |  |  |  |  |  |  |
| Khách mời | Bùi Caroon                     | "Tình Hờ" Sáng tác: Phạm Duy                                                    |               |    |    |    |    |   |  |  |  |  |  |  |

Tuần 6 
| 1         | Phan Ngọc Luân    | "Vũ Điệu Đam Mê" Sáng tác: Osvaldo Farrés - Lời Hoa: Tiểu Mỹ                                               | Quách Phú Thành                    | 11 | 10 | 11 | 32 | 2 |  |  |  |  |  |  |
| 2         | Đỗ Duy Nam        | "Hoang mang Style" (Bài hát gốc "Gangnam Style" Sáng tác: PSY, Yoo Gun-hyung) Lời Việt: Nhóm tác giả VFC   | NSƯT Quang Thắng (vai Táo Kinh tế) | 10 | 11 | 10 | 31 | 3 |  |  |  |  |  |  |
| 3         | Hà Thúy Anh       | "Ông Xã Em Number One" Sáng tác: Phi Bằng                                                                  | Don Nguyễn                         | 9  | 8  | 8  | 25 | 4 |  |  |  |  |  |  |
| 4         | Bạch Công Khanh   | "Diamonds" Sáng tác: Sia, Benjamin Levin, Mikkel Eriksen, Tor Hermansen                                    | Rihanna                            | 7  | 7  | 9  | 23 | 6 |  |  |  |  |  |  |
| 5         | Hòa Minzy         | Trích đoạn: "Bên Cầu Dệt Lụa" (*) Soạn giả: Thế Châu                                                       | Xuân Lan (vai Công chúa Bích Vân)  | 12 | 12 | 12 | 36 | 1 |  |  |  |  |  |  |
| 6         | Võ Hạ Trâm        | "Bad Girls" Sáng tác: Nermin Harambasic, Robin Jenssen, Ronny Vidar Svendsen, Anne Judith Wik, Chris Young | Lee Hyori                          | 8  | 9  | 7  | 24 | 5 |  |  |  |  |  |  |
|           |                   | |                                    |    |    |    |    |   |  |  |  |  |  |  |
| Khách mời | Nghệ sĩ Thy Trang | (*) Phụ diễn cùng Hòa Minzy                                                                                | NSƯT Thanh Nga (vai Quỳnh Nga)     |    |    |    |    |   |  |  |  |  |  |  |
| Khách mời | Ánh Linh          | "Ngày Đá Đơm Bông" Sáng tác: Nhật Ngân, Loan Thảo                                                          |                                    |    |    |    |    |   |  |  |  |  |  |  |

Tuần 7 
| 1         | Hòa Minzy        | "Buông Đôi Tay Nhau Ra" Sáng tác: Sơn Tùng M-TP                              | Sơn Tùng M-TP | 9  | 9  | 9  | 27 | 4 |  |  |  |  |  |  |
| 2         | Hà Thúy Anh      | "Listen" Sáng tác: Henry Krieger, Scott Cutler, Anne Preven, Beyoncé         | Beyoncé       | 12 | 12 | 12 | 36 | 1 |  |  |  |  |  |  |
| 3         | Bạch Công Khanh  | "Tương Tư Nàng Ca Sĩ" Sáng tác: Kông Thanh Bích                              | Quốc Đại      | 8  | 8  | 8  | 24 | 5 |  |  |  |  |  |  |
| 4         | Đỗ Duy Nam       | "Cát Bụi" Sáng tác: Trịnh Công Sơn                                           | Khánh Ly      | 7  | 7  | 7  | 21 | 6 |  |  |  |  |  |  |
| 5         | Võ Hạ Trâm       | "Ojos Así" Sáng tác: Shakira, Pablo Flores, Javier Garza                     | Shakira       | 10 | 10 | 11 | 31 | 3 |  |  |  |  |  |  |
| 6         | Phan Ngọc Luân   | "Super Bass" Sáng tác: Nicki Minaj, Daniel Johnson, Ester Dean, Roahn Hylton | Nicki Minaj   | 11 | 11 | 10 | 32 | 2 |  |  |  |  |  |  |
|           |                  |                                                                              |               |    |    |    |    |   |  |  |  |  |  |  |
| Khách mời | Nguyễn Hoàng Nam | "Chuyện Buồn Tình Yêu" Sáng tác: Mặc Thế Nhân                                |               |    |    |    |    |   |  |  |  |  |  |  |

Tuần 8 
| 1         | Đỗ Duy Nam      | "Geisha Dreams" Sáng tác: Williams, Nicholas David, Gary Blair, Jakobs Lars | Đông Nhi      | 9  | 8  | 7  | 24 | 5 |  |  |  |  |  |  |
| 2         | Hòa Minzy       | "Tình Nhi Nữ" Sáng tác: Hứa Cảnh Thanh - Lời: Dương Khiết                   | Lý Ngọc Cương | 10 | 10 | 10 | 30 | 3 |  |  |  |  |  |  |
| 3         | Bạch Công Khanh | "Mẹ Yêu Con" Sáng tác: Nguyễn Văn Tý                                        | Anh Thơ       | 11 | 11 | 11 | 33 | 2 |  |  |  |  |  |  |
| 4         | Phan Ngọc Luân  | Trích đoạn: "Quý Phi Túy Tửu" Kinh kịch cổ Trung Hoa                        | Lý Ngọc Cương | 12 | 12 | 12 | 36 | 1 |  |  |  |  |  |  |
| 5         | Võ Hạ Trâm      | "Tình Ta Biển Bạc Đồng Xanh" Sáng tác: Hoàng Sông Hương                     | Anh Thơ       | 8  | 7  | 8  | 23 | 6 |  |  |  |  |  |  |
| 6         | Hà Thúy Anh     | "Bad Boy" Sáng tác: Đỗ Hiếu                                                 | Đông Nhi      | 7  | 9  | 9  | 25 | 4 |  |  |  |  |  |  |
|           |                 |                                                                             |               |    |    |    |    |   |  |  |  |  |  |  |
| Khách mời | Nhóm Giao Thời  | "Ngày Mai" Sáng tác: Lưu Thiên Hương                                        |               |    |    |    |    |   |  |  |  |  |  |  |

Tuần 9 
| 1         | Bạch Công Khanh | "I'm Coming" Sáng tác: Park Jin Young (JYP), Tablo        | Bi Rain                   | 10 | 10 | 10 | 30 | 3 |  |  |  |  |  |  |
| 2         | Phan Ngọc Luân  | "Chuyến Tàu Hoàng Hôn" Sáng tác: Minh Kỳ, Hoài Linh       | Giao Linh                 | 7  | 8  | 9  | 24 | 5 |  |  |  |  |  |  |
| 3         | Hà Thúy Anh     | "Không Thể Và Có Thể" Sáng tác: Phó Đức Phương            | NSƯT Thanh Lam            | 11 | 12 | 12 | 35 | 1 |  |  |  |  |  |  |
| 4         | Võ Hạ Trâm      | Trích đoạn: "Chuyện Tình Lan Và Điệp" Soạn giả: Loan Thảo | NSND Thanh Ngân (vai Lan) | 12 | 11 | 11 | 34 | 2 |  |  |  |  |  |  |
| 5         | Đỗ Duy Nam      | "Vợ Người Ta" Sáng tác: Phan Mạnh Quỳnh                   | Phan Mạnh Quỳnh           | 9  | 9  | 7  | 25 | 4 |  |  |  |  |  |  |
| 6         | Hòa Minzy       | "Gentleman" Sáng tác: PSY, Yoo Gun-hyung                  | PSY                       | 8  | 7  | 8  | 23 | 6 |  |  |  |  |  |  |
|           |                 |                                                           |                           |    |    |    |    |   |  |  |  |  |  |  |
| Khách mời | Nhật Thủy       | "Tình khúc Chiều Mưa" Sáng tác: Nguyễn Ánh 9              |                           |    |    |    |    |   |  |  |  |  |  |  |

Tuần 10 
| 1         | Phan Ngọc Luân  | "Tổ Quốc Gọi Tên Mình" Sáng tác: Đinh Trung Cẩn - Thơ: Nguyễn Phan Quế Mai                                                                                        | NSND Tạ Minh Tâm      | 11 | 9  | 8  | 28 | 4 |  |  |  |  |  |  |
| 2         | Hòa Minzy       | "Về Quê" Sáng tác: Phó Đức Phương | NSƯT Minh Phương      | 9  | 10 | 10 | 29 | 3 |  |  |  |  |  |  |
| 3         | Võ Hạ Trâm      | "Bang Bang" Sáng tác: Max Martin, Savan Kotecha, Rickard Göransson, Nicki Minaj                                                                                   | Jessie J              | 8  | 11 | 12 | 31 | 2 |  |  |  |  |  |  |
| 4         | Bạch Công Khanh | "Belle" "Les Cloches" "Dense Mon Esmeralda" (Trích đoạn vở nhạc kịch Notre-Dame de Paris - Nhà thờ Đức Bà Paris) Sáng tác: Richard Cocciante - Lời: Luc Plamondon | Garou (vai Quasimodo) | 10 | 8  | 9  | 27 | 5 |  |  |  |  |  |  |
| 5         | Hà Thúy Anh     | "Chuyện Như Chưa Bắt Đầu" Sáng tác: Hoàng Nhã | Mỹ Tâm                | 7  | 7  | 7  | 21 | 6 |  |  |  |  |  |  |
| 6         | Đỗ Duy Nam      | "Đường Đến Ngày Vinh Quang" Sáng tác: Trần Lập | Trần Lập              | 12 | 12 | 11 | 35 | 1 |  |  |  |  |  |  |
|           |                 | |                       |    |    |    |    |   |  |  |  |  |  |  |
| Khách mời | Vy Oanh         | "Vẫn Hát Lời Tình Yêu" Sáng tác: Dương Thụ |                       |    |    |    |    |   |  |  |  |  |  |  |

Tuần 11 
| 1         | Đỗ Duy Nam      | "Cô Ba Miệt Vườn" (*) Sáng tác: Lâm Vỹ Văn           | Minh Nhí                     | 7  | 7  | 7  | 21 | 6 |  |  |  |  |  |  |
| 2         | Bạch Công Khanh | "Hồng Hồng Tuyết Tuyết" Ca trù - Thơ: Dương Khuê     | NSND Quách Thị Hồ            | 8  | 10 | 9  | 27 | 4 |  |  |  |  |  |  |
| 3         | Hà Thúy Anh     | "Gạt Đi Nước Mắt" Sáng tác: Đỗ Hiếu                  | Noo Phước Thịnh              | 9  | 8  | 8  | 25 | 5 |  |  |  |  |  |  |
| 4         | Hòa Minzy       | "Cho Vừa Lòng Em" Sáng tác: Nhật Ngân, Mặc Thế Nhân  | Sơn Tuyền                    | 10 | 9  | 10 | 29 | 3 |  |  |  |  |  |  |
| 5         | Phan Ngọc Luân  | Trích đoạn: "Xử Án Phi Giao" (**) Soạn giả: Bạch Mai | NSƯT Tú Sương (vai Phi Giao) | 12 | 12 | 11 | 35 | 1 |  |  |  |  |  |  |
| 6         | Võ Hạ Trâm      | "Malang" Sáng tác: Sameer Anjaan, Pritam             | Katrina Kaif                 | 11 | 11 | 12 | 34 | 2 |  |  |  |  |  |  |
|           |                 |                                                      |                              |    |    |    |    |   |  |  |  |  |  |  |
| Khách mời | Minh Nhí        | (*) Phụ diễn cùng Đỗ Duy Nam                         |                              |    |    |    |    |   |  |  |  |  |  |  |
| Khách mời | NSƯT Tú Sương   | (**) Phụ diễn cùng Phan Ngọc Luân                    |                              |    |    |    |    |   |  |  |  |  |  |  |
| Khách mời | Hoàng Châu      | "Hoa Trinh Nữ" Sáng tác: Trần Thiện Thanh            |                              |    |    |    |    |   |  |  |  |  |  |  |

Tuần 12 
| 1         | Hà Thúy Anh     | "Ô Mê Ly" Sáng tác: Văn Phụng                                                                                                 | Ánh Tuyết                           | 12 | 11 | 11 | 34 | 2 |  |  |  |  |  |  |
| 2         | Đỗ Duy Nam      | "Mục Hạ Vô Nhân" Hát xẩm - Thơ: Nguyễn Khuyến                                                                                 | NSƯT Xuân Hinh                      | 10 | 9  | 8  | 27 | 4 |  |  |  |  |  |  |
| 3         | Võ Hạ Trâm      | "Think of Me" (Trích đoạn vở nhạc kịch The Phantom of the Opera) Sáng tác: Andrew Lloyd Webber, Charles Hart, Richard Stilgoe | Sierra Boggess (vai Christine Daaé) | 11 | 12 | 12 | 35 | 1 |  |  |  |  |  |  |
| 4         | Bạch Công Khanh | "Đàn Bà" Sáng tác: Song Ngọc                                                                                                  | Elvis Phương                        | 8  | 10 | 10 | 28 | 3 |  |  |  |  |  |  |
| 5         | Hòa Minzy       | "Nỗi Buồn Mẹ Tôi" Sáng tác: Minh Vy                                                                                           | Phương Mỹ Chi                       | 9  | 8  | 7  | 24 | 5 |  |  |  |  |  |  |
| 6         | Phan Ngọc Luân  | "Trên Đỉnh Phù Vân" Sáng tác: Phó Đức Phương                                                                                  | Hương Tràm                          | 7  | 7  | 9  | 23 | 6 |  |  |  |  |  |  |
|           |                 | |                                     |    |    |    |    |   |  |  |  |  |  |  |
| Khách mời | Quang Hà        | "Mưa hồng" Sáng tác: Trịnh Công Sơn                                                                                           |                                     |    |    |    |    |   |  |  |  |  |  |  |

Chung Kết 
| 1         | Hà Thúy Anh     | Liên khúc: "Tình lỡ" Sáng tác: Thanh Bình "Nếu Em Được Chọn Lựa" Sáng tác: Thái Thịnh       | Lệ Quyên                              | 3 |  |  |  |  |  |  |  |  |  |  |
| 2         | Võ Hạ Trâm      | "Show Me How You Burlesque" Sáng tác: Christina Aguilera, Christopher Stewart, Claude Kelly | Christina Aguilera                    | 2 |  |  |  |  |  |  |  |  |  |  |
| 3         | Bạch Công Khanh | Trích đoạn: "Kiều Nguyệt Nga" Soạn giả: Ngọc Cung                                           | NSND Bạch Tuyết (vai Kiều Nguyệt Nga) | 1 |  |  |  |  |  |  |  |  |  |  |
| 4         | Phan Ngọc Luân  | Liên khúc: "Chiếc Khăn Piêu" Sáng tác: Doãn Nho "Mái Đình Làng Biển" Sáng tác: Nguyễn Cường | Tùng Dương                            | 4 |  |  |  |  |  |  |  |  |  |  |
|           |                 |                                                                                             |                                       |   |  |  |  |  |  |  |  |  |  |  |
| Khách mời | Đỗ Duy Nam      | "Nắm Lấy Tay Anh" Sáng tác: Anh Tú                                                          | Tuấn Hưng                             |   |  |  |  |  |  |  |  |  |  |  |
| Khách mời | Hòa Minzy       | Trích đoạn: "Hồ Nguyệt Cô Hóa Cáo" Tuồng cổ                                                 | NSND Minh Gái (vai Hồ Nguyệt Cô)      |   |  |  |  |  |  |  |  |  |  |  |
| Khách mời | Phương Thanh    | "She's Gone" Sáng tác: Miljenko Matijevic                                                   | Miljenko Matijevic                    |   |  |  |  |  |  |  |  |  |  |  |
| Khách mời | Thanh Duy       | "Trái Tim Nhân Mã" Sáng tác: Thăng Long, Đại Nhân                                           |                                       |   |  |  |  |  |  |  |  |  |  |  |

Các giải thưởng phụ

- Thí sinh được yêu thích nhất do khán giả bình chọn: Hòa Minzy (31.5%)
- Thí sinh nỗ lực nhất do ban tổ chức bình chọn: Hà Thúy Anh
- Thí sinh thân thiện nhất do ban tổ chức bình chọn: Đỗ Duy Nam